# Diane Disney Miller
Diane Marie Disney (18 décembre 1933 - 19 novembre 2013), ou Diane Disney-Miller depuis son mariage avec Ronald Miller, est la fille biologique de Walt Disney et de sa femme Lillian. Elle a une sœur adoptive, Sharon Mae, de trois ans sa cadette.
Connue pour sa philanthropie, elle fit don de près de 5 millions de dollars à diverses œuvres de charité à travers les États-Unis sur sa fortune personnelle après la mort de son père. Elle était aussi active au sein de diverses fondations familiales ou non familiales.

## Biographie
En 1953, au profit d'un blind date, un rendez-vous à l'aveugle, elle rencontre Ron Miller, un joueur de l'équipe de football de l'Université de Californie du Sud. Après trois mois, Walt Disney demande à sa fille quand ce garçon la demandera en mariage, et Ron s'exécutera quelques semaines plus tard. Le mariage est célébré le 9 mai 1954. Elle a coécrit en 1956 avec Pete Martin une biographie de Walt Disney, du vivant de ce dernier.
Ils auront sept enfants :
- Christopher Disney Miller, né le 10 décembre 1954 ;
- Joanna Sharon Miller-Runeare, née le 4 avril 1956 ;
- Tamara D. Miller-Scheer, née le 3 juillet 1957 ;
- Jennifer L. Miller-Goff, née en 1960 ;
- Walter Elias Disney Miller, né le 14 novembre 1961 ;
- Ronald William Miller, Jr., né le 9 octobre 1963 ;
- Patrick D. Miller, né le 19 novembre 1967.

Un seul est actuellement lié à la société de son grand-père, Walter Elias Disney Miller[réf. souhaitée].
Dans les années 1970, Diane et Ron Miller ont fait l'acquisition de vignes dans la vallée de Napa en Californie. Depuis 1981, ils accueillent la Silverado Vineyards Winery sur leur propriété.
Le 24 février 1983, Ron Miller est nommé président et CEO de  Walt Disney Productions. À cette époque, John Taylor le décrit comme un homme avec une femme riche, plusieurs voitures de luxe dont une Rolls-Royce Corniche, une Jensen Motors et la Mercedes noire 1964 de Walt Disney, une maison à Encino, un vignoble dans la Napa Valley, un chalet de ski dans le Rocheuses et sept enfants. Taylor écrit qu'il a tout de l'homme des années 1980 ayant réussi en Californie du Sud. Malheureusement cette nouvelle position et les difficultés de l'entreprise Disney ont fait surgir des tensions dans le couple qui se sépare. En 1984, il est renversé et remplacé par Michael Eisner et Frank Wells.
Diane est toutefois sortie de sa « retraite vinicole » pour lancer le 17 novembre 2004 un nouveau projet au Presidio de San Francisco auquel sa fondation participe  depuis 2001 au projet de rénovation. Le Presidio est un ancien terrain militaire en cours de reconversion : la base fut abandonnée en 1994 par l'Armée de terre qui l'a occupée pendant des décennies. Le bureau de poste destiné aux militaires appartient à un groupe de cinq bâtiments construits entre 1895 et 1897 durant les Guerres indiennes. Ce bâtiment, situé au 104 de la Montgomery Street, et construit en briques rouge, caractéristique architecturale du Présidio, va être rénové et transformé en un musée de 3 700 m2 grâce à un don de 15 millions de dollars proposé par Diane au nom de la Walt Disney Family Foundation.
Le musée Walt Disney Family Museum and Library est ouvert depuis le 1er octobre 2009. Il est consacré à Walt Disney et contient des dessins, photographies, lettres, documents et objets divers qui racontent l'histoire de Walt et son influence sur l'époque où il a vécu. Le musée accueille également un centre éducatif, les bureaux de la fondation et de l'administration du musée et sert de lieu d'archives.
Diane Disney meurt à 79 ans, le 19 novembre 2013, des suites de complications dues à une chute.